# اثر واینستین

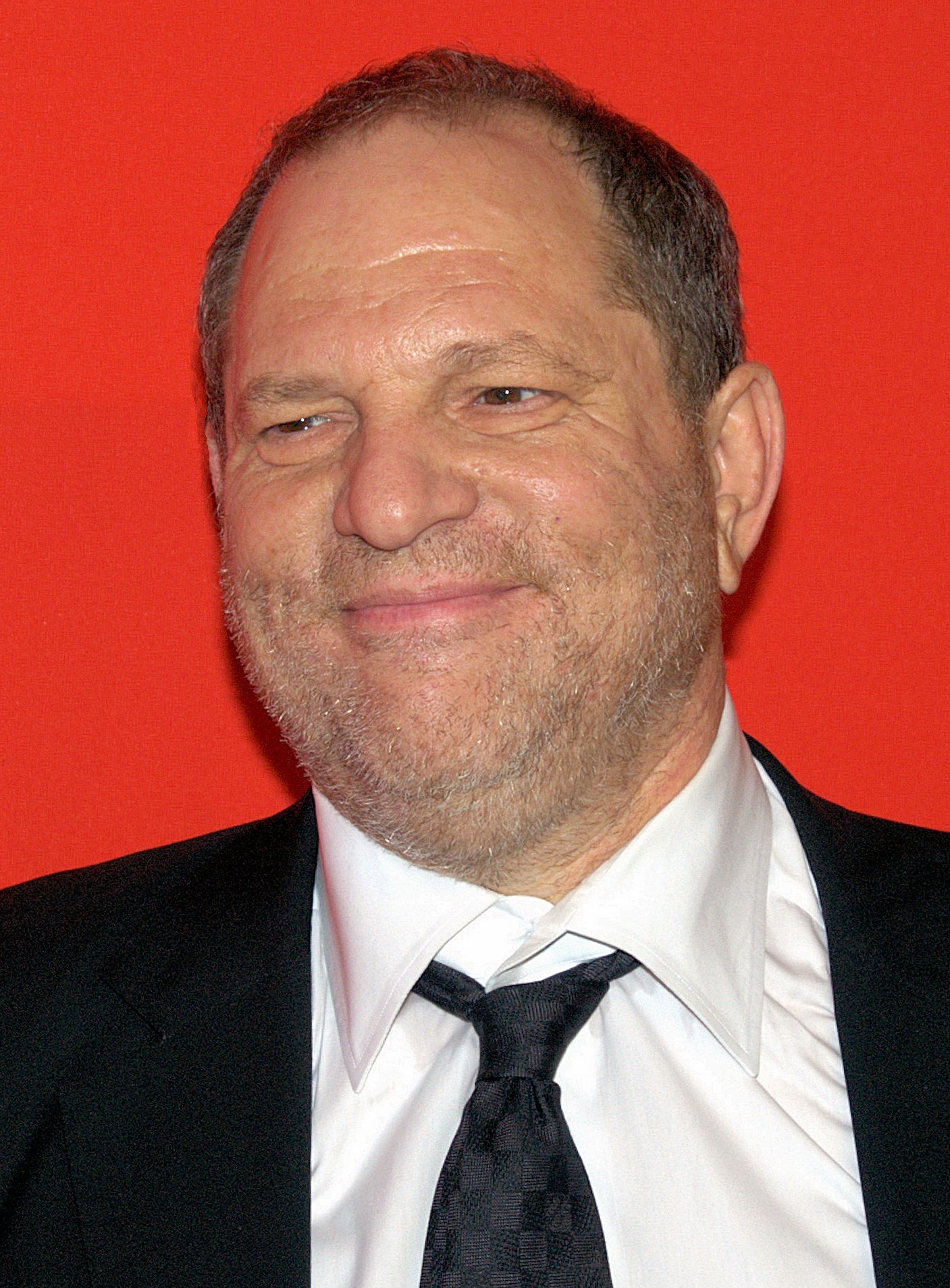
هاروی واینستین در گالا تایم۱۰۰. سال ۲۰۱۰.

اثر واینستین یک گرایش جهانی است که مردم داوطلب شدند تا از سوء رفتار جنسی مردان مشهور و قدرتمند پرده بردارند. این عبارت برای توصیف یک موج جهانی از این اتهامات که در اکتبر ۲۰۱۷ در آمریکا در پی گزارش رسانه‌ها در مورد چند اتهام آزار جنسی هاروی واینستین (تهیه‌کننده فیلم) شروع شد، به‌کار گرفته شد.